# タナキル・ルクレア

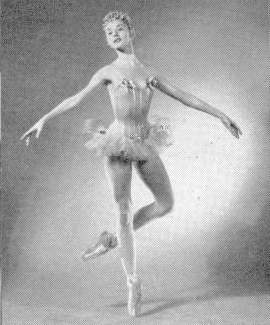
『くるみ割り人形』で「花の雫の精」を踊るタナキル・ルクレア（1954年）

タナキル・ルクレア（Tanaquil Le Clercq, 1929年10月2日 - 2000年12月31日）は、 アメリカ合衆国の バレエダンサー、 バレエ指導者、著作家である。1946年にバレエ・ソサエティ に入団し、1948年にニューヨーク・シティ・バレエ団（NYCB）の プリンシパルダンサーとなった。優れた音楽性と卓越した舞踊技巧で多彩なレパートリーを自在に踊りこなし、振付家ジョージ・バランシンの「ミューズ」として名声を得た。ダンサーとして絶頂期にあった1956年にポリオを発病して下半身不随となり、短いキャリアを終えることになった。バランシンの5番目にして最後の妻（婚姻期間は1952年から1969年）でもあった。

## 経歴

### バランシンとの出会い
タナキル・ルクレアは1929年にパリでフランス人の父とアメリカ人の母の間に生まれた。父は詩人で大学教授、母はセントルイスの出身であった。名の「タナキル（タナクィル）」は王政ローマ5代目の王タルクィニウス・プリスクスの王妃、タナクィルに由来し、友人たちからは「タニィ（Tanny）」の愛称で呼ばれていた。ルクレアが3歳のとき、一家でアメリカ合衆国に移り、ニューヨークに居住した。
バレエを始めたのは、7歳のときであった。スクール・オヴ・アメリカン・バレエ（SAB）への入学を希望していたものの、年齢が若すぎたため入学の許可が下りず、ミハイル・モルドキン に師事してバレエを学んだ。
1941年の秋に、SABが初実施した奨学生オーディションを受けた。このオーディションは、入学志望者の中で最も優れた5名を奨学生として選抜するというものであった。ルクレアは130名の応募者の中から選抜されてSABの一員となった。このオーディションでは、バランシン自身が審査委員長を務めていた。バランシンはルクレアの容姿と落ち着いた態度に注目して「彼女はすでに正真正銘のバレリーナのように見える。まるで望遠鏡を反対側から覗いてみているように、とても小柄だがね」と評している。
SABへの入学後、当時12歳のルクレアが未来の配偶者となるバランシンから最初にかけられたのは、叱責の言葉であった。彼は「君は何て手に負えない生意気な子なんだ」と言い、「そんなきどったかわいい子ぶったそぶりをして見るに耐えないよ」と続けて、部屋から退出するように命じた。ルクレアがバランシンに対して抱いたのは、「頑固なわからず屋で、すごくつまらない先生」という第一印象であり、彼のどこが偉大であるのか全く理解できなかった。
時が経過するにつれて、ルクレアはバランシンに憧れの念を抱くようになった。バランシンに憧れたのは彼女1人だけではなく、SABのクラスメートたちも同様であった。レッスンのときにはバランシンの気を惹くためにわざと間違えてみせたり、別の指導者が担当するレッスンではおしゃべりに興じていたりするなど、真面目一方の生徒ではなかったという。バランシンは彼女を呼び出して説諭したことさえあったが、ルクレアの才能に一目置くようになっていた。
1944年1月、バランシンはポリオ救済チャリティー運動のために『復活』（Resurgence）という小品を振り付けた
。『復活』はモーツァルトの弦楽四重奏曲に振り付けたもので、バレエのレッスン場が舞台であった。レッスン場でバレエの基礎訓練に励む少女たちに、黒づくめの怪人物「ポリオ」が忍び寄っていく。「ポリオ」が少女の1人に触れると、少女は痙攣を起こしてフロアに倒れ伏す。足が動かなくなった少女は、車いすに乗せられて腕と上体のみでヴァリアシオンを踊る。作品の最後で、少女は奇跡の回復を遂げ、喜びの中で踊りながら舞台を退場していく。この少女を踊ったのが当時15歳のルクレアで、「ポリオ」はバランシン自身が踊り演じていた。後にバランシンは、この起用を深く悔いることになった。

### 「バランシンのミューズ」から妻の座へ
1946年にルクレアはソリストとしてバレエ・ソサエティに入団した。同年11月のバレエ・ソサエティ第1回公演で新作『フォー・テンペラメント（4つの気質）』（パウル・ヒンデミット作曲）で「コレリック」（胆汁質もしくは癇癪）のパートを踊った。『フォー・テンペラメント』はバランシンの傑作として評価され、彼女の踊る「コレリック」も好評を得た。1948年には、ニューヨーク・シティ・バレエ団（NYCB、バレエ・ソサエティから改称）のプリンシパルダンサーに昇格した。
バランシンは人目を惹く美貌と強靭で長くしなやかな手足に加えて優れた舞踊技巧と音楽性、そして軽快で知的な雰囲気を持つルクレアに触発されて、およそ10年ほどの間に25作以上の作品を振り付けた。その中には『ブーレ・ファンタスク』（1949年）のような陽気で洗練された作品や、『ラ・ヴァルス』（1951年）で踊った「死」に魅せられるミステリアスな役柄などがあった。ルクレアは多彩なレパートリーを自在に踊りこなしてバランシンの新たな「ミューズ」となった。
バランシンはダンサーとしてだけではなく、1人の女性としてもルクレアに惹かれていった。振付家としてのバランシンは男女両方を対象として作品を創作していたが、マリウス・プティパと同様に主な創作の対象は女性であった。そしてバランシンにとって女性ダンサーは芸術的霊感を与えてくれる「ミューズ」であった。ただし、私生活での妻と「ミューズ」は別の存在とする振付家が多数を占める中で、バランシンにとって両者は不可分な存在であった。
バランシンは、1946年に4番目の妻マリア・トールチーフと結婚していた。トールチーフはバランシンより21歳年下で、『シンフォニー・イン・C』（新版、1948年）、『オルフェウス』（1948年）、『シルヴィア・パ・ド・ドゥ』（1950年）などで成功を収めていたバレリーナであった。ただし、トールチーフは普通の結婚生活を望んで子供をもうけたいと願っていたものの、バランシンにその気は全くなかった。彼がトールチーフに求めていたのは平凡な妻ではなく「ミューズ」であった。
バランシンとトールチーフの結婚生活は、1951年に破たんした（1950年または1952年という異説あり）。ただし憎みあっての離婚ではなく、その後も友好関係を保ち、一緒に仕事にも取り組んでいた。トールチーフは裁判所にバランシンとの「結婚無効」の申し立てを行っていた。申し立てが受理された当日、トールチーフは裁判所から劇場に向かい、バランシンとともに『スコッチ・シンフォニー』（1952年）のリハーサルを行っていた。
トールチーフとの離婚と前後して、バランシンはルクレアとの交際を密かに始めていた。1952年のクリスマスにバランシンはルクレアにプロポーズし、同年の大晦日に結婚した。バランシンは48歳、ルクレアは23歳であった。2人の結婚について、SABのクラスメートが嫉妬の感情などみじんもない口調で「彼女は、私たちみんなの代表としてバランシンと結婚したのよねえ」と評したという話が伝わっている。

### 病魔と運命の暗転

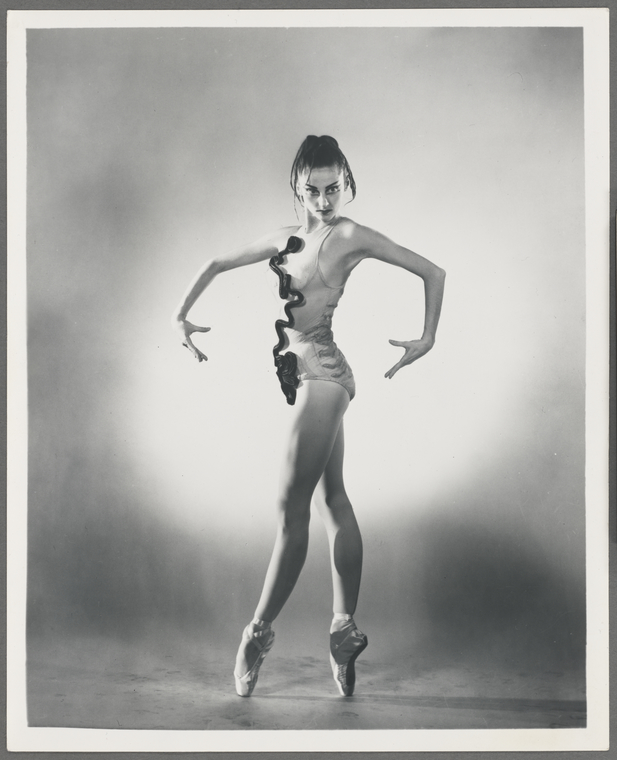
The Novice（ジェローム・ロビンス振付）を踊るルクレア（1955年）

ルクレアは同世代のダンサーの中で抜きんでた存在であった。彼女の踊りは観客だけでなく、評論家にも好評を博していた。『シンフォニー・イン・C』のアダージョではルクレアの優雅さと音楽性が秀でていたため、観客は彼女以外のダンサーがこの部分を踊るのを耐えがたく感じたほどだったという。1950年代前半は、バランシン、NYCB、そしてルクレアにとって栄光の時代の幕開けかと思われた。
前途洋々だったルクレアの運命が暗転したのは、1956年のことであった。この年の秋、NYCBは2か月半にわたってヨーロッパ公演ツアーを行っていた。ツアーの日程が残り2週間となった10月28日、コペンハーゲン滞在中にルクレアは体調不良を覚えた。体の節々に起こる痛みと発熱に耐えて、彼女はその日の昼夜公演でソリストとして舞台を何とか務めあげた。
翌日になると症状は悪化していて、ルクレアは椅子から立ち上がることさえできなくなっていた。前日から起こっていた症状は、実はポリオの前兆であった。当時ポリオの予防法は確立されておらず、唯一の実用段階にある注射ワクチンだったソークは安全性を疑問視されていた。バランシンとルクレアもソークの安全性に疑問を持ち、ヨーロッパ公演ツアー出発直前に接種を見送っていた。
医師による治療でルクレアの命は何とか救われたものの、彼女のダンサーとしての命である足を救うことはできなかった。バランシンはかつて少女時代のルクレアに振り付けた『復活』のことを思い出して自分を責めた。バランシンは「あれは、予兆だったんだ」と後に語っている。
『復活』の最後でルクレアが踊り演じた少女には奇跡の回復が訪れたが、現実ではそういうわけにはいかなかった。華やかだったルクレアのキャリアは、この病魔によって断ち切られることになった。医師たちは彼女に「2度と歩くことはできず下半身のマヒが続く」と告知した。バランシンが奇跡を願って神に祈りをささげた時期もあったが、全ては空しかった。
ルクレアの入院中、バランシンは彼女に付き添って数か月間コペンハーゲンに留まった。翌年3月、ルクレアはバランシンと実母に付き添われてニューヨークに戻り、エレベーター付きのマンションに移住してリハビリテーションを続けた。さらに治療を続けるため、次にジョージア州ウォームスプリングス（en:Warm Springs, Georgia）に滞在することになり、その結果バランシンは丸1年バレエから遠ざかることになった。そのためバランシンについて引退の噂さえささやかれるに至ったものの、彼は1957年の秋にバレエ界に戻ってきた。バランシンの不在によってNYCBは明らかに低迷していたが、彼が復帰するとかつての輝きを取り戻した。
ルクレアは失意と絶望のただ中にいた。彼女はバレエについて話をするようなことはなく、周囲の人々も気を遣ってバレエの話を避けていた。やがてルクレアはどん底の精神状態から脱して、自らバレエの話題を語り始めた。1962年に『ラ・ヴァルス』が再演されたときには、かつての自分の持ち役を踊るパトリシア・マクブライド（en:Patricia McBride）の指導を引き受けていた。

### バランシンとの離婚、晩年と死
バランシンは買い物や料理などを自分で行い、ルクレアの身の回りの世話やリハビリテーションなどもこなしていた。しかし、踊ることができない妻は「ミューズ」たり得ることはできず、バランシンの前には新たな恋の対象が登場していた。恋の対象となったのは、スザンヌ・ファレルというバレエダンサーであった。
ファレルは1945年生まれで、バランシンより41歳年下であった。彼女は長身でスレンダーな体格でしなやかな四肢を持ち、バランシンの「ミューズ」となったどの妻たちよりも舞踊技巧に秀でていた上に優れた音楽性や抒情性も兼ね備えたダンサーであった。バランシンはファレルを「ストラディヴァリウス」と形容し、彼女の存在や可能性を自らの作品においていかに生かすかの探求を続けた。やがてバランシンは、かつてルクレアに恋したときと同様にこの才能ある若いダンサーに惹きつけられていった。
ルクレアとバランシンの結婚は、1969年に解消された。ただし、ファレルはバランシンとの結婚を強硬に拒絶した。バランシンの離婚とほぼ同時期に、ファレルは同僚のダンサー、ポール・メヒアと結婚した。その結果メヒアは役をもらえなくなったため、ファレルとともにNYCBを去って行った。
このような顛末に対するバランシンへの非難は大きかったが、彼は後年までルクレアの生活保障を何よりも心配していた。1978年に心臓発作に見舞われた後にバランシンは遺言状を書き、ルクレアに対して定期預金と本の印税を分与した。その後1983年4月30日にバランシンは没し、彼が振り付けた主要な作品のアメリカ合衆国内での上演権も彼女のものとなった。
バランシンと別れた後のルクレアは、1974年から1982年までNYCB出身のアーサー・ミッチェル（en:Arthur Mitchell (dancer))が設立したダンス・シアター・オヴ・ハーレム（en:Dance Theatre of Harlem）でレッスンを担当し、バランシン作品の指導も務めた。雑誌のインタビューに応じたりNYCBの公演を観客として観に行くこともあったが、積極的に公の場に出ることはほとんどなかった。
1998年11月24日、NYCB創立50周年記念シーズン開幕を迎えたニューヨーク州立劇場の客席にルクレアの姿があった。その日の公演では、50年前と同じ演目が上演された。上演の後に、ルクレアの現役時代を回顧するビデオが流された。NYCBの芸術監督ピーター・マーティンス（en:Peter Martins）が客席のルクレアに花束を捧げると、観客たちはスタンディング・オベーションで彼女を讃えたという。
離婚後のルクレアは「一人の男性しか愛せない女」と称して独身を通した。ジェローム・ロビンズを始めとする親しい人々との交流とコネチカット州ウェストン（en:Weston, Connecticut）で過ごす日々を喜びとし、2000年12月31日にニューヨーク市内の病院で肺炎のために世を去った。その日はかつての夫、バランシンとの結婚記念日でもあった。

## 著書
ルクレアはバランシンの他の妻たちと違って自叙伝や回顧録の類を遺さず、私生活についても口は重かった。自叙伝や回顧録などではない著書は、『ムールカ、ある猫の自叙伝』（Mourka: The Autobiography of a Cat、1964年）と『バレエ料理帖』（The Ballet Cook Book、1966年）の2冊がある。
前者のタイトルになっている「ムールカ」とは、ルクレアがバランシンと結婚生活を送っていたころに飼っていた雄猫の名前である。ムールカは白と薄茶色の縞模様の猫で、2人にたいそう可愛がられていた。バランシンはムールカにアントルシャやトゥール・アン・レール、ジュテなどを教え込み、来客があるとしばしば踊らせていた。バランシンは「ついに振付けるべき対象が見つかったよ」とよく言っていた。
ムールカがこなす超絶技巧は、ライフ誌にも掲載された。ルクレアも「ムールカによる自叙伝」という形式で本を執筆した。同書によると、ムールカは「プティポウ・メソッド」（マリウス・プティパと猫の足を意味するpawを合わせたバランシンによる造語）をマスターして、NYCBとおぼしきバレエ団の団員となる。ときにはバランシンとともにダンサーの指導に当たったり、またあるときにはスザンヌ・ファレルの相手役を務めたりなどの愉快な活躍が、マーサ・スウォープによる豊富な写真とともに描き出されている。この本は、映画化権をディズニーが獲得したことでも話題となった。

## レパートリーと評価
生涯の節で既に述べたとおり、ルクレアは細身で手足が長く、人目を惹く美貌に加えて優れた舞踊技巧と音楽性に恵まれていた。彼女は「バランシン・バレリーナ」を文字どおり体現した存在で、およそ10年ほどの間に25作以上のバランシン作品のオリジナル・キャストとなった。バランシン作品以外では、フレデリック・アシュトンの『イルミナシオン』（1950年）、ジェローム・ロビンズの『不安の時代』（1950年）、『牧神の午後』（1953年）などで初演者となっている。
バランシンと「ミューズ」たちについて、『バランシン伝』の著者バーナード・テイパーは「創造性という面から見れば、バランシンの人生は新しい妻、あるいは新しい恋人との出会いによって区切られている」と指摘した。テイパーはパブロ・ピカソを例に挙げて「ときが経てばある若い女性が別の誰かにその座を譲ることになるのも当然の成行きなのかもしれない」と記述した。同書によればバランシンは肉体的な美しさを絶対視し、優れたダンサーを「完璧な肉体を持つオリンピック選手」になぞらえてその美しさに陰りが見え始めるたびに苦悶したという。
鈴木晶は、著書『バレリーナの肖像』（2008年）でテイパーの指摘を「至言である」と評価した。鈴木はさらに、「ミューズ」たちについて論じ「トールチーフまでが旧世代のバレリーナだったことがわかる。（中略）ルクレアとともにバランシンは新しい時代に足を踏み入れ、それがファレルにおいて完成したのである」と結んだ。
ルクレアは現役で踊っていた期間が短かったため、舞台で踊る姿を記録した映像は少ない。それらの中で『フォー・テンペラメント』の初演時リハーサルフィルムでは、白黒の不鮮明な映像ながらもルクレアの美質である素早さや軽快さがよく表れている。この映像を見た舞踊評論家の上野房子は「細部まで明瞭そのもの」と高く評価した。上野はルクレアについて「バランシン・バレリーナのイメージそのもの」と評し、「伝統的なバレエのイメージにとらわれない、啓示に満ちたルクレアがいたからこそバランシンが造形し得た、新たなバレリーナ像であることを確信した」と記述した。

## ルクレアを扱った作品
『黒鳥-ブラック・スワン-』
- 『黒鳥-ブラック・スワン-』は山岸凉子による短編漫画[20][36][37]。初出は白泉社「セリエミステリー」1994年4月号[38]。マリア・トールチーフをストーリーテラーとして、バランシンと妻（ミューズ）たちの複雑な関係や深層心理に潜むジェラシーなどを華やかなバレエの世界を舞台に描き出している[20][36][37]。この作品にはミューズたちのうち、ゾーリナ、トールチーフ、ファレル、そしてルクレアが登場している[37]。

『ミスター・Bの女神-バランシン、最後の妻の告白』
- 小説家ヴァーレー・オコナーによる小説（2012年）[12][26]。原題は『The Master's Muse』[12]。オコナーは別作品のためにポリオについてリサーチ中にルクレアのことを知り、彼女の真実に迫りたいと執筆を始めた[26]。オコナー自身によれば、この小説はできる限り事実に近づくことを目指して書かれた[12][26]。架空の人物は重要人物ではないごくわずかの人々に絞り、ストーリーを明瞭化するために時系列の入れ替えや出来事の起こる局面を多少変えたり登場人物の会話を創作したりなどの工夫を重ねたが、それ以外のすべては膨大な資料に基づいて書いたという[26]。

『ポートレート「タナキル・ルクレール」 』
- 2013年に制作されたドキュメンタリー[27][39][40]。原題は『Afternoon of a Faun : Tanaquil Le Clercq』[27]。 彼女の実像について、当時を知る人々へのインタビューや舞台などの映像、そしてルクレアとジェローム・ロビンズの間で交わされた書簡によって描き出していく作品である[27]。なお、2015年にワインスタイン・カンパニーが彼女の伝記映画を製作予定と報じられた[39][40]。